# Schloss Mauensee

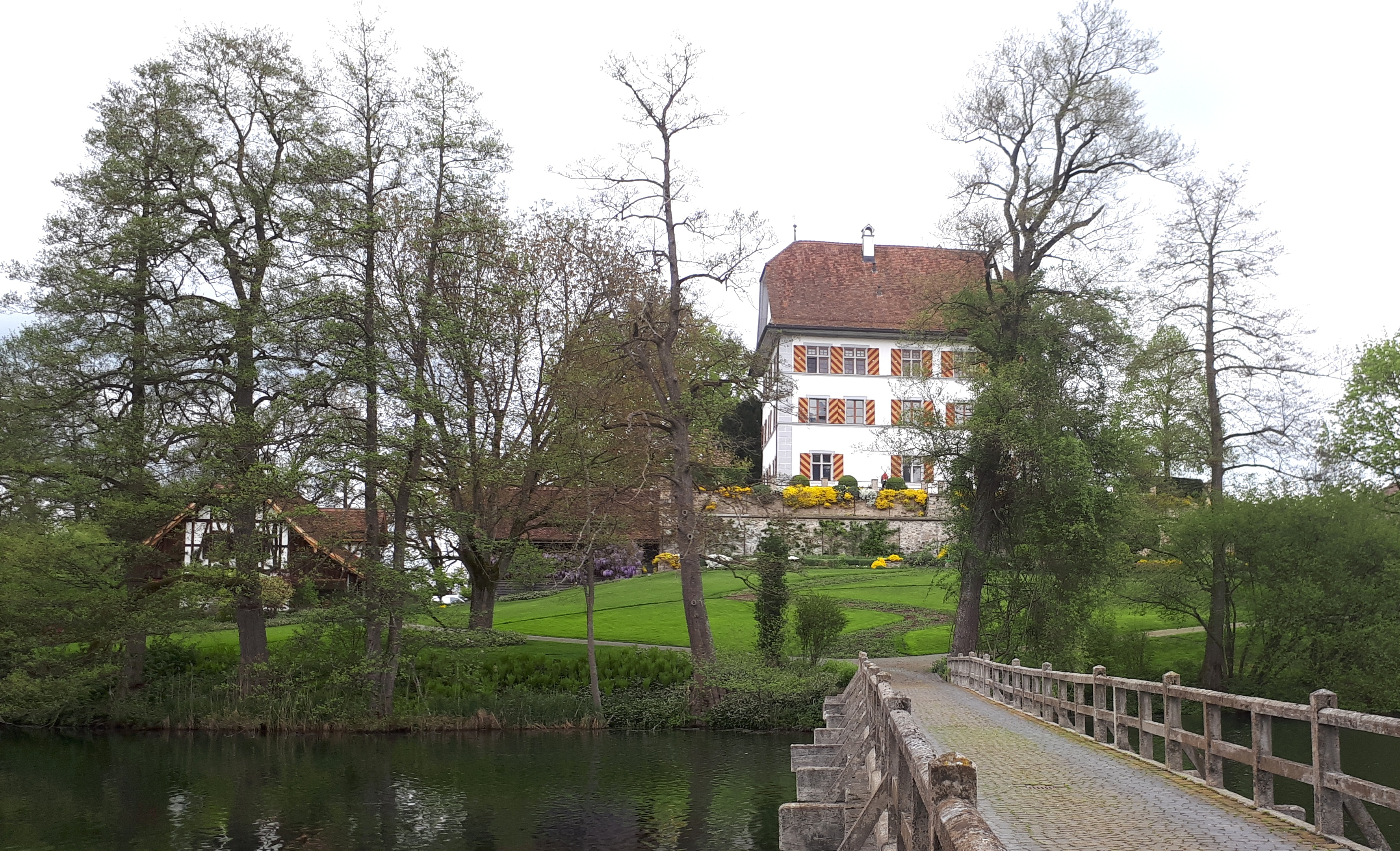
Schloss Mauensee

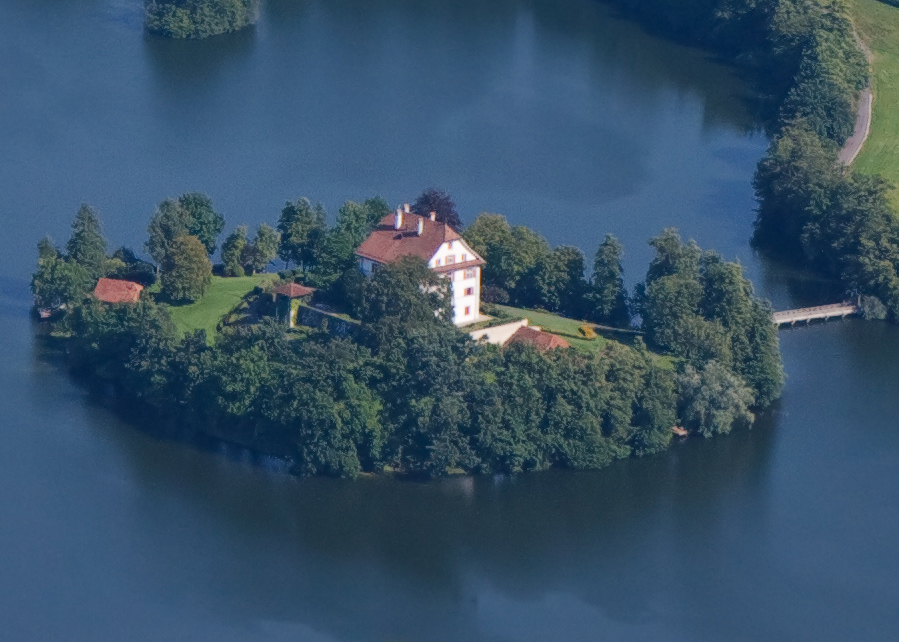
Blick auf Schloss und See

Das Schloss Mauensee steht auf einer kleinen Insel im Mauensee auf dem Gebiet der Gemeinde Mauensee im Schweizer Kanton Luzern. Eine schmale Brücke führt zum Schloss, das der Familie Sigg gehört.

## Geschichte

### Mittelalter
Das Schloss Mauensee wurde erstmals im Jahr 1184 im Verzeichnis des Klosters Engelberg erwähnt. 1275 gehörten Schloss und Herrschaft Mauensee je zur Hälfte den Grafen von Habsburg und den Freiherren von Grünenberg. Die damalige Burg wurde nach dem Sempacherkrieg 1388 durch die Eidgenossen zerstört. See und Insel gingen 1455 in den Besitz von Luzern über.
Im Jahr 1605 wurde das heutige Schloss durch Schultheiss Michael Schnyder erbaut. In den folgenden Jahrhunderten änderten die Besitzverhältnisse mehrere Male.

### Heutige Nutzung
Im Jahr 1811 übernahm die Zofinger Familie Eggstein das Schloss und liess Kapelle, Ecktürme und Umfassungsmauer abreissen. Nach mehreren Handänderungen – Eigentümer war unter anderem der Maler Auguste de Pourtalès – erwarb es 1942 Karl von Schumacher. Er gehörte der Luzerner Patrizierfamilie Schumacher an und war Gründer der Wochenzeitung Die Weltwoche. Nach seinem Tod lebte sein Bruder Pierre von Schumacher auf dem Schloss und später dessen Witwe.
Seit 1998 sind das Schloss und die Insel im Besitz der Industriellenfamilie Sigg. Das Schloss kann vom Ufer aus betrachtet, aber nicht besichtigt werden.

## Besitzverhältnisse Schloss Mauensee
- 1275 Schloss und Herrschaft Mauensee gehörten je zur Hälfte den Grafen von Habsburg und Freiherren von Grünenberg
- 1388 Nach dem Sempacherkrieg zerstörten die Eidgenossen die Burg auf der Insel
- 1455 Luzern wird Eigentümerin der Herrschaft
- 1457 Mauensee geht an die Surseer Schultheissenfamilie Schnyder von Wartensee und danach an die Luzerner Ratsfamilie Pfyffer von Altishofen
- 1605 Kaspar Pfyffer lässt das heutige Schloss durch seinen Schwiegersohn Schnyder errichten
- 1657 gehörte es der Luzerner Patrizierfamilie Cloos, der bedeutendsten Trägerin der Herrschaft im 17. Jahrhundert
- 1721 verkauften die Cloos die Herrschaft Mauensee an den Grafen Rudolf Riva
- 1807 Mauensee gehörte für kurze Zeit wieder den Pfyffer von Altishofen
- 1811 gelangte Mauensee an die Zofinger Familie Eggstein, welche Kapelle, Ecktürme und Umfassungsmauer abreissen liess
- 1846 erwarb Jost Bernhard Segesser von Brunegg (1814–1880) Mauensee von Rosine Eggstein geb. Hunkeler
- 1875 Von den Segesser von Brunegg kam Mauensee in den Besitz von Auguste de Pourtalès von Neuenburg
- 1942 Mit Karl von Schumacher, dem Gründer der Wochenzeitung Die Weltwoche, war wiederum eine Luzerner Patrizierfamilie Besitzerin
- 1957 Nach dem Tod von Kurt lebte sein Bruder Pierre von Schumacher auf dem Schloss
- 1964 Schloss Mauensee verbleibt im Besitz von dessen Witwe
- 1995 erbten es die Schwestern Denyse von Streng-de Wolff und Alix Schnyder von Wartensee-de Wolff
- 1998 kaufte und renovierte es die Industriellenfamilie Sigg